# Labyrint lží
Labyrint lží (v anglickém originále Body of Lies) je americký dramatický film z roku 2008. Režisérem filmu je Ridley Scott. Hlavní role ve filmu ztvárnili Leonardo DiCaprio, Russell Crowe, Mark Strong, Golshifteh Farahani a Oscar Isaac.

## Obsazení
| Leonardo DiCaprio   | Roger Ferris |
| Russell Crowe       | Ed Hoffman   |
| Mark Strong         | Hani Salaam  |
| Golshifteh Farahani | Aisha        |
| Oscar Isaac         | Bassam       |
| Ali Suliman         | Omar Sadiki  |
| Alon Abutbul        | Al-Saleem    |
| Vince Colosimo      | Skip         |